# Novovoznesenka, Mala Vîska
Novovoznesenka (în ucraineană Нововознесенка) este localitatea de reședință a comunei Novovoznesenka din raionul Mala Vîska, regiunea Kirovohrad, Ucraina.

## Demografie
Componența lingvistică a localității Novovoznesenka
     Ucraineană (98,01%)
     Rusă (1,59%)
     Alte limbi (0,4%)
Conform recensământului din 2001, majoritatea populației localității Novovoznesenka era vorbitoare de ucraineană (98,01%), existând în minoritate și vorbitori de rusă (1,59%).